# Anatona castanoptera
Anatona castanoptera är en skalbaggsart som beskrevs av Hermann Burmeister 1842. Anatona castanoptera ingår i släktet Anatona och familjen Cetoniidae. Inga underarter finns listade i Catalogue of Life.